# 안산호원초등학교
안산호원초등학교는 대한민국 경기도 안산시 단원구에 있는 초등학교이다.

## 학교 연혁
1. 2004년 1월 15일: 안산호원초등학교 설립인가
2. 2004년 9월 1일: 개교
3. 2004년 9월 1일 : 초대 이경수 교장 취임
4. 2005년 2월 16일 : 제 1회 졸업식(72명 졸업)
5. 2005년 3월 1일 : 경기도교육청 환경보전연구학교 운영 지정
6. 2008년 3월 1일 - 2010년 2월 28일 : 교육부교원능력평가선도학교 운영
7. 2010년 3월 1일 - 2015년 2월 28일 : 경인교육대학교 교육실습학교 지정
8. 2015년 3월 1일~: 혁신 공감 학교 운영
9. 2017년 2월 10일 : 제 13회 졸업식(208명 졸업) 총 3,145명
10. 2017년 3월 1일 : 40학급 편성
11. 2018년 2월 14일 : 제 14회 졸업식(181명 졸업) 총 3,326명
12. 2018년 3월 1일 : 40학급 편성(특수 1학급 포함)
13. 2023년 3월 1일 : 36학급 편성 [특수 1학급 포함] 및 제 7대 안태우 교장 선생님부임

## 참고 자료
- 안산호원초등학교 - 한국교육학술정보원 학교알리미